# 2014年捷克军火库爆炸事件
2014年，捷克茲林縣的維比爾提策发生了两起軍火库爆炸事件。第一起爆炸发生在10月16日，第二起发生在12月3日。第一起爆炸中有两人死亡。据捷克安全情报局和警方称，来自29155部队的两名格乌特工被指参与爆炸。2021年4月17日，捷克政府以俄罗斯情报人员参与军火库爆炸事件为由，將18名俄罗斯驻捷克使馆人员驅逐出境。4月18日，俄羅斯驱逐20名捷克外交官。